# 岡田国神社

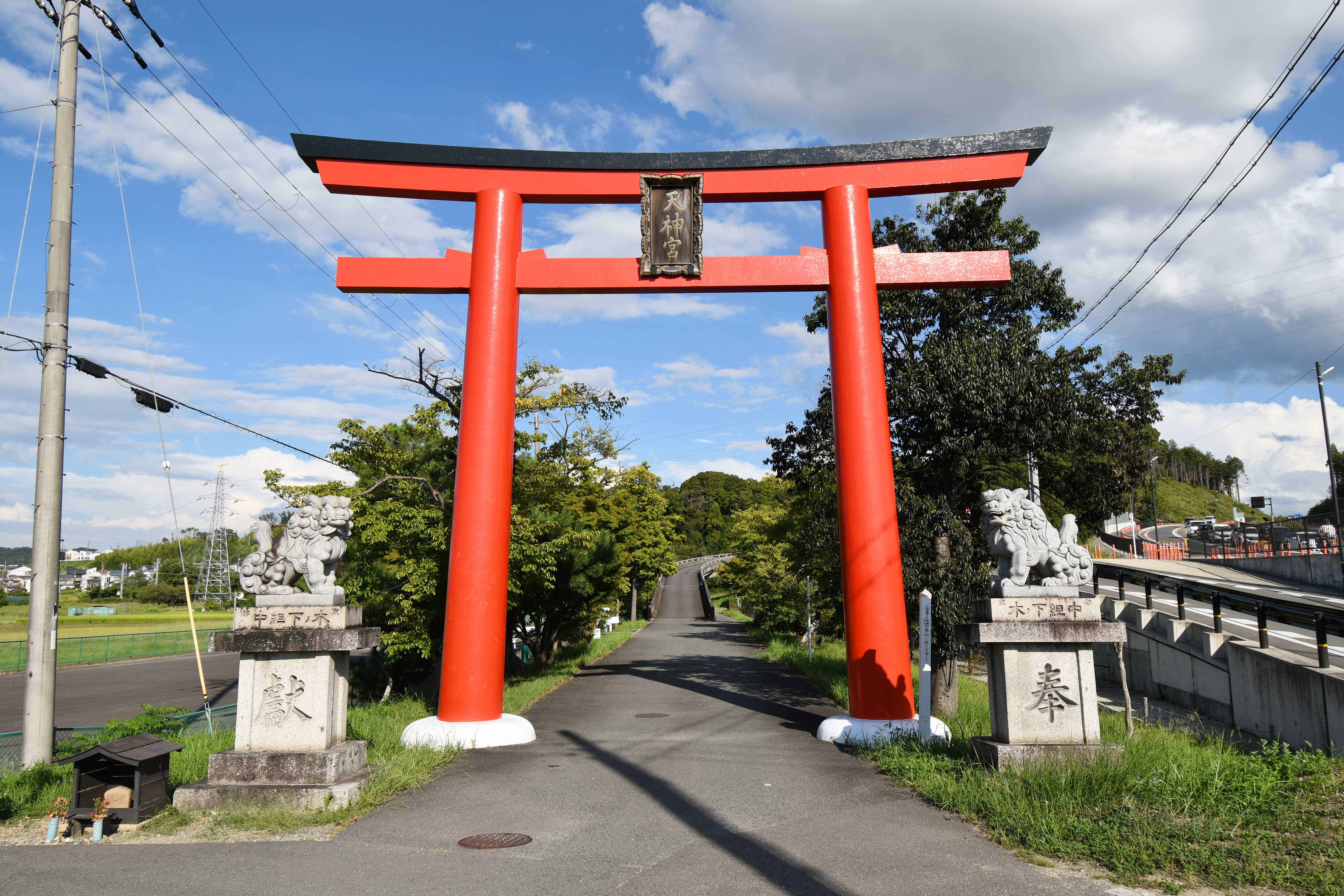
鳥居

岡田国神社（おかだくにじんじゃ）は、京都府木津川市木津大谷にある神社。式内社（式内大社）で、旧社格は郷社。

## 祭神
生国魂命と菅原道真を主祭神とし、八幡神（気長足仲彦命・気長足姫命・誉田天皇）を配祀する。岡田国神社の元々の祭神は生国魂命である。菅原道真は平安時代より祀られるようになったもので、当社は江戸時代までは天神宮・木津駅惣社天神社と称していた。

## 歴史
社伝では、斉明天皇5年（659年）9月、生国魂尊を祀ったのに始まると伝えられる。国史の初見は、『日本三代実録』貞観元年（859年）正月27日条の当社に従五位上の神階を授けるという記述である。延喜式神名帳では大社に列している。
平安時代、天神信仰が高まり、当社に菅原道真（天神）が合祀され、以降、天神宮と呼ばれるようになった。天慶元年（938年）11月、相殿の八幡宮が創建された。
明治6年（1873年）5月に郷社に列格した。明治11年（1878年）3月、当社が式内・岡田国神社であると国により確定され、岡田国神社に改称した。なお、岡田国神社については勝手神社（木津川市加茂町大野）境内末社の春日神社も論社となっている。
1983年（昭和58年）には、4万坪の境内地の一部が日本住宅公団に買却され、その代金によって新社殿が建立された。1988年（昭和63年）、旧社殿一式が京都府登録文化財に登録された。

## 境内

現社殿
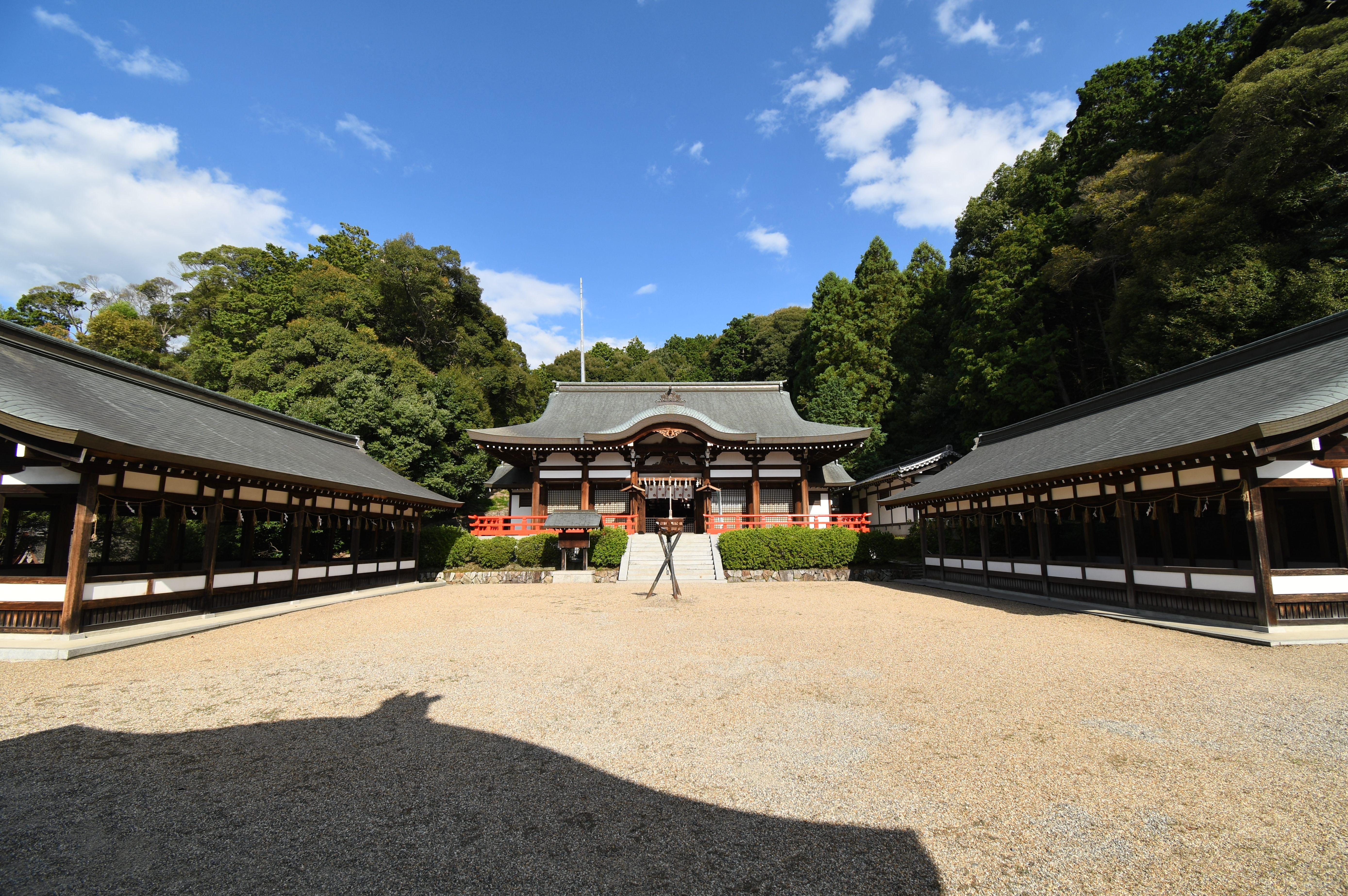
社殿
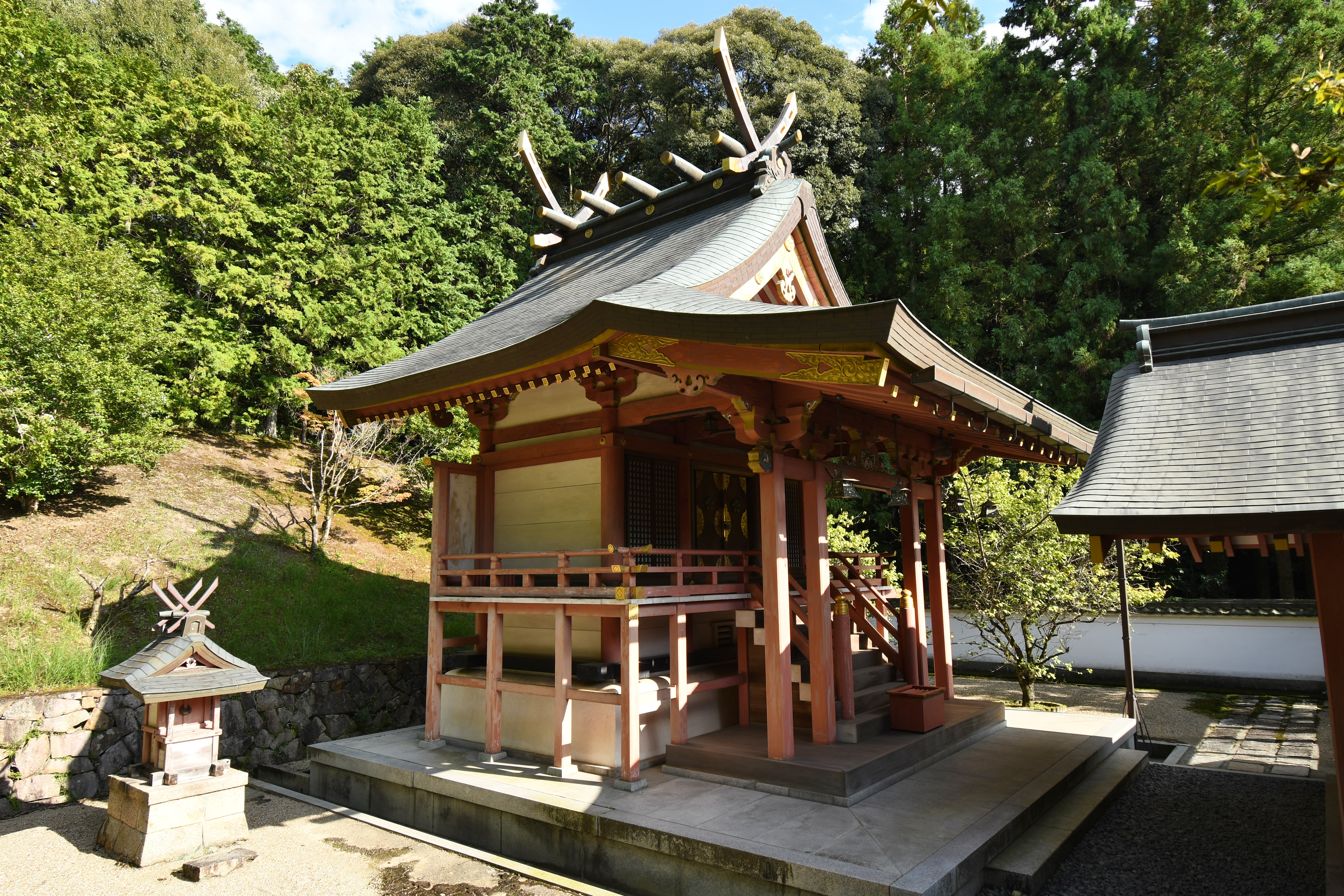
本殿
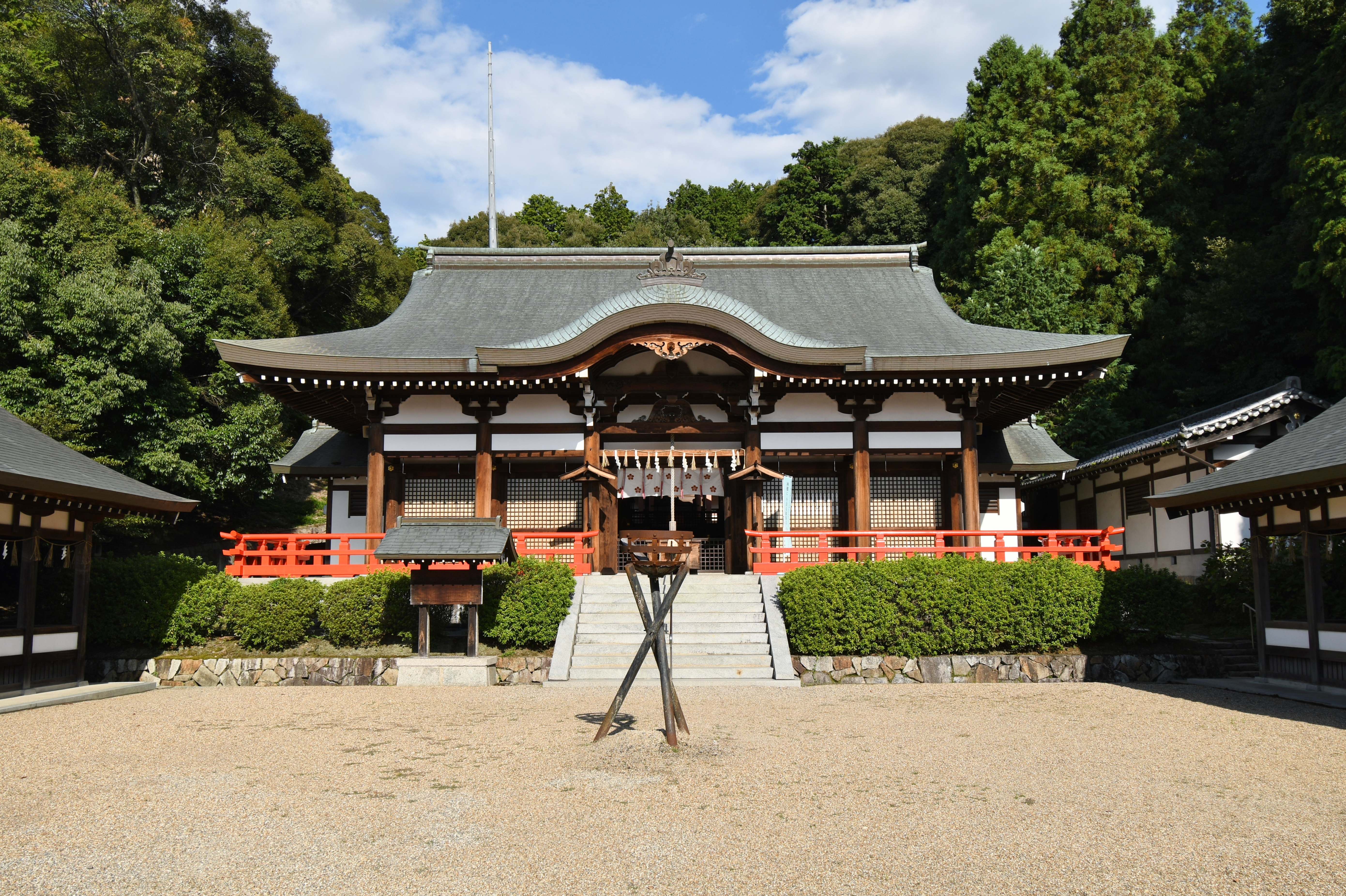
拝殿
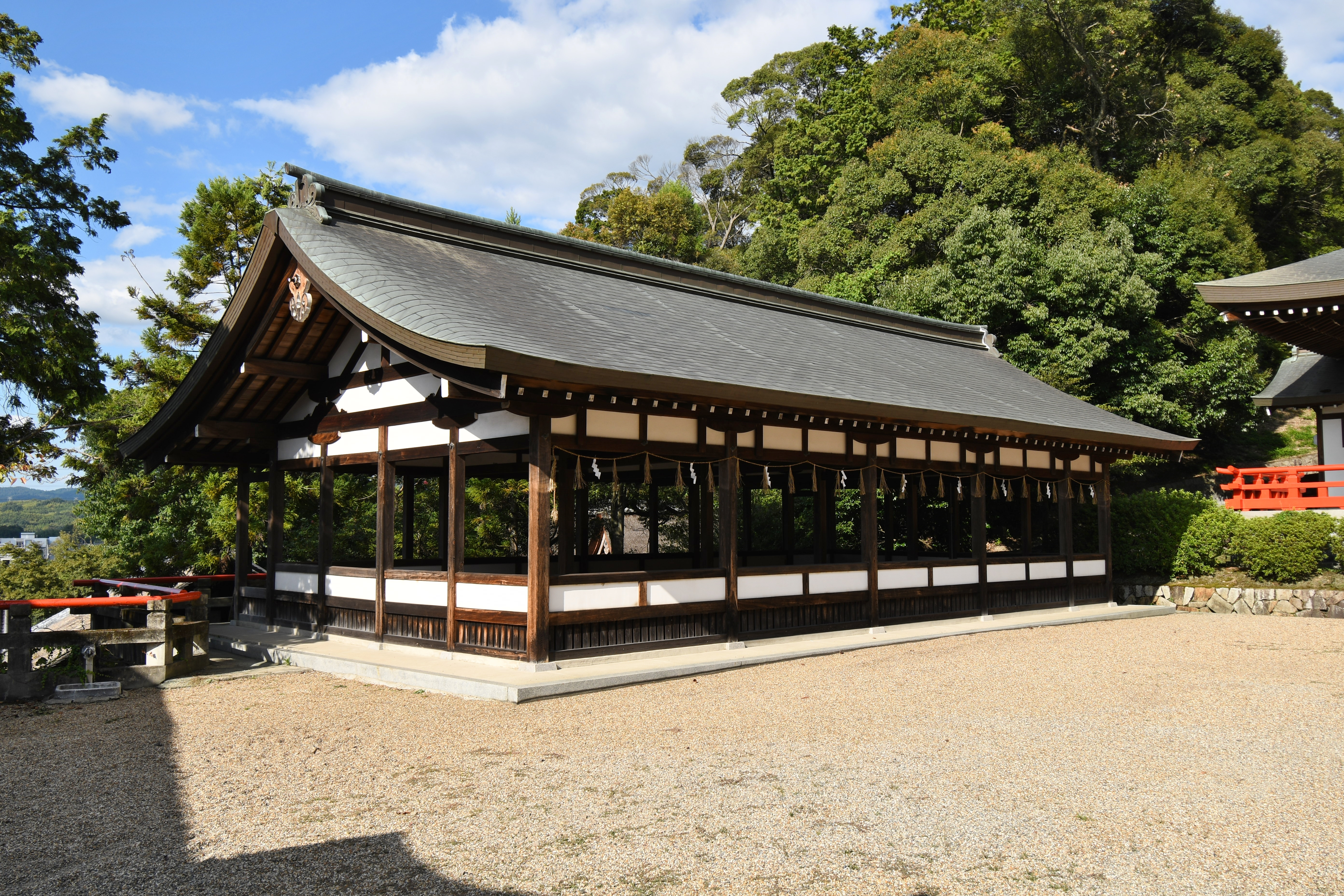
北氏子詰所
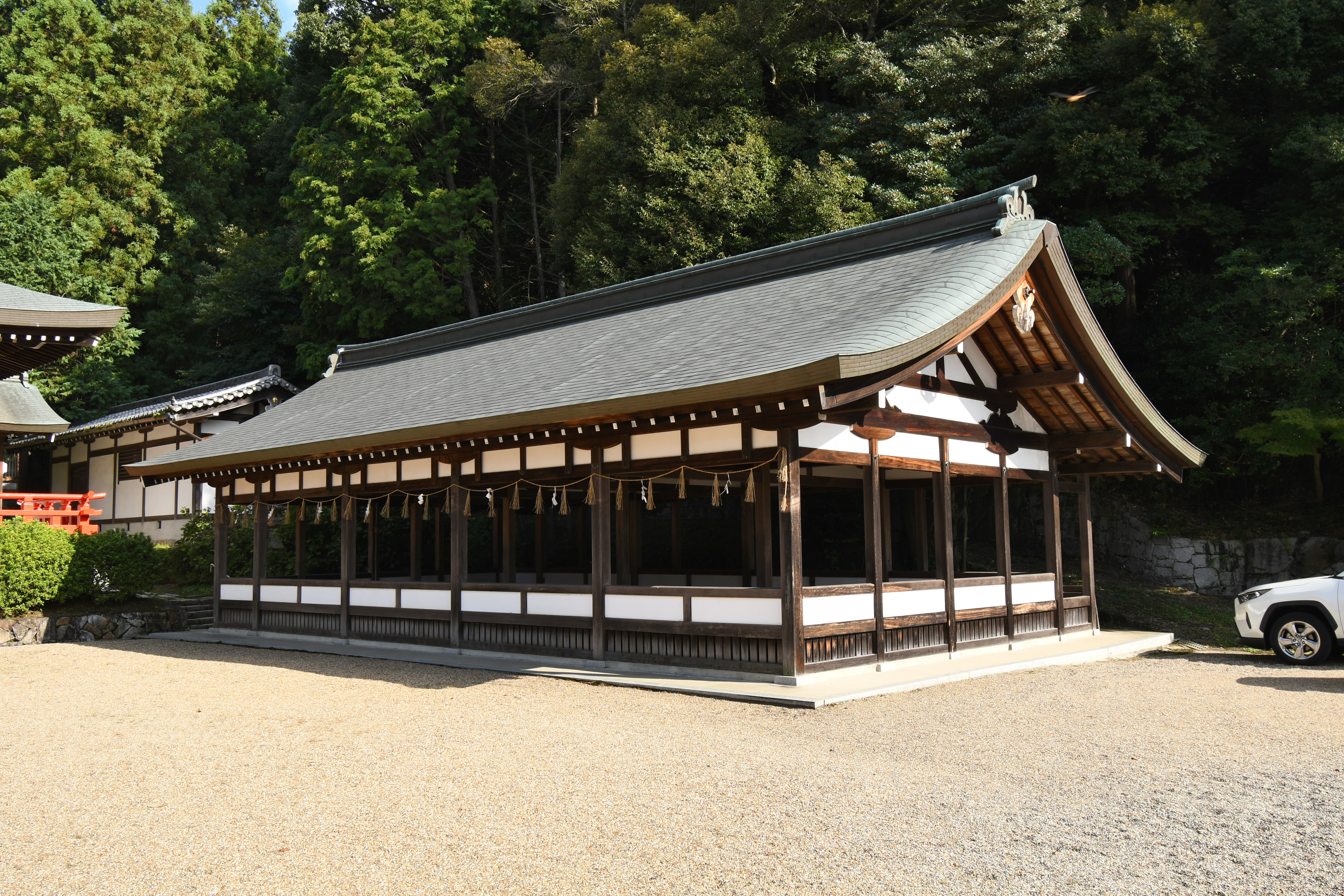
南氏子詰所

旧社殿
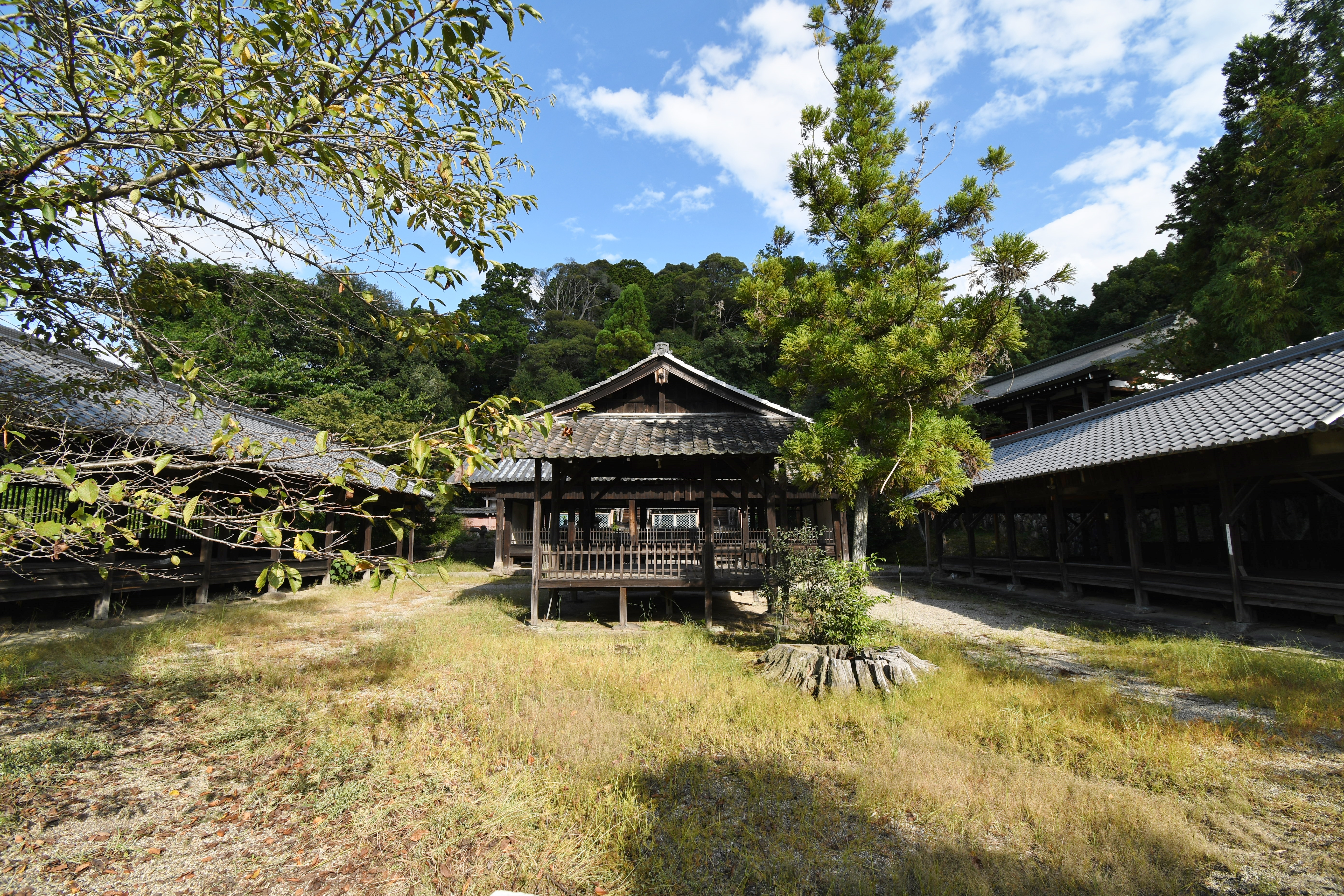
旧社殿
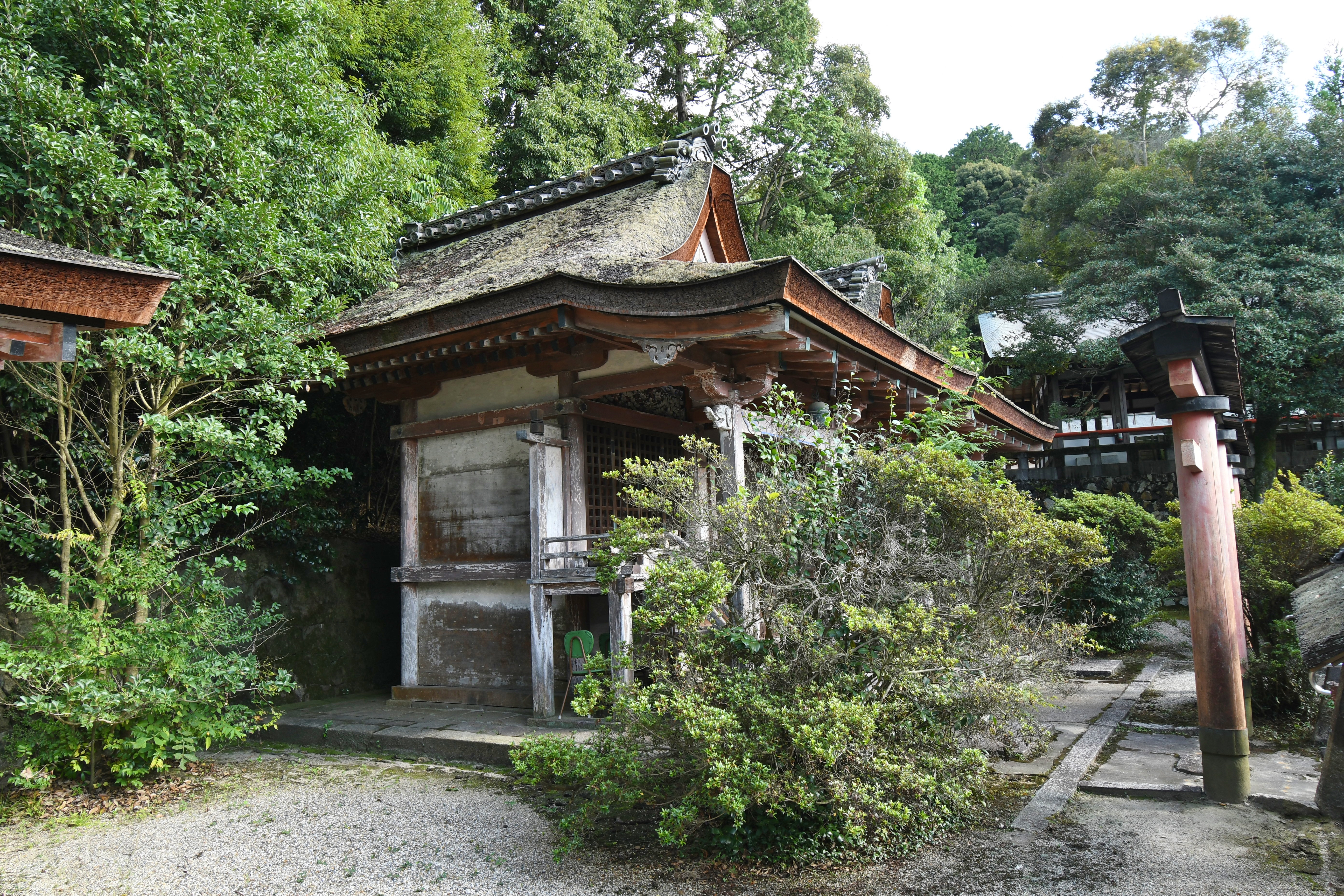
旧本殿
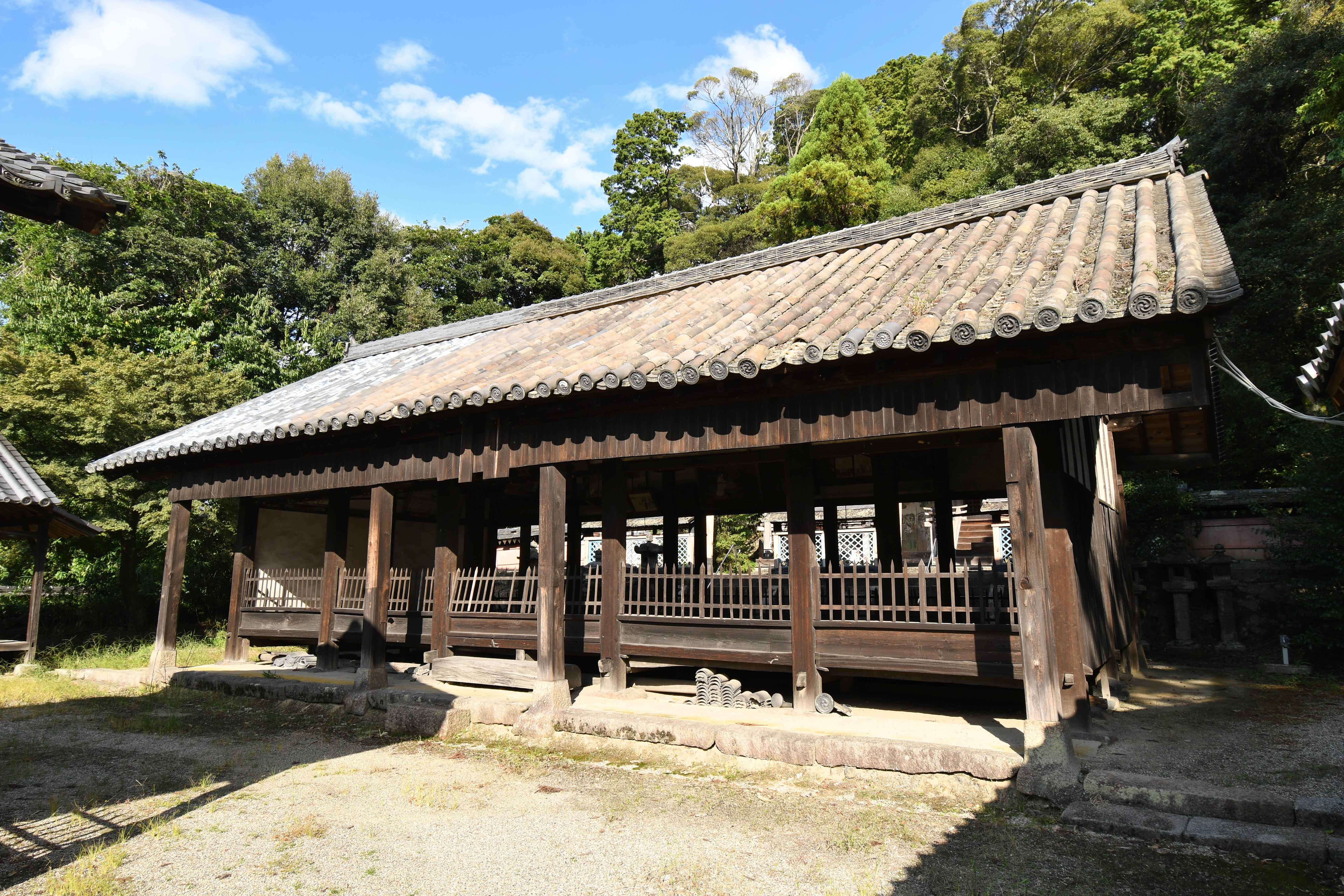
旧拝殿
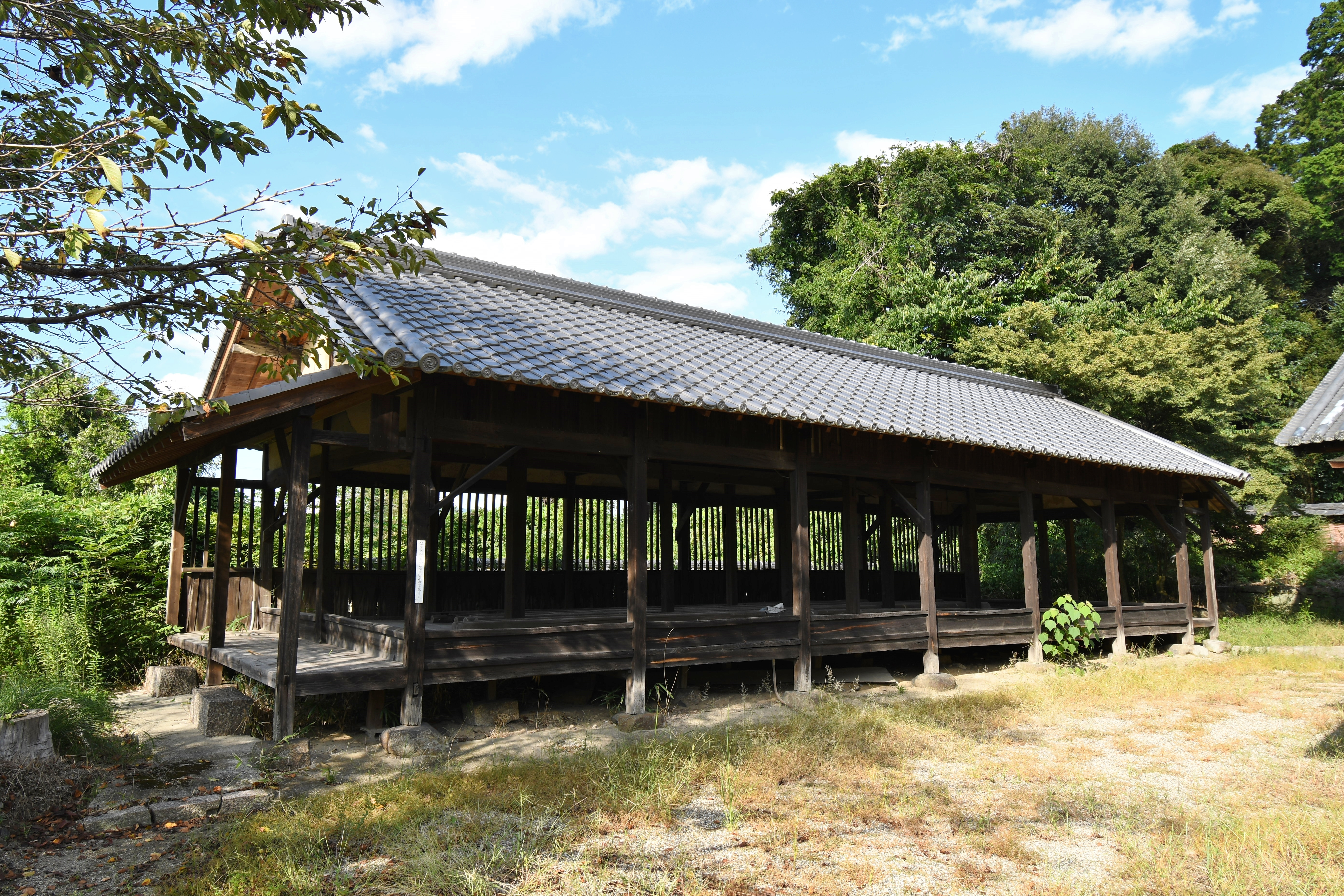
旧北氏子詰所
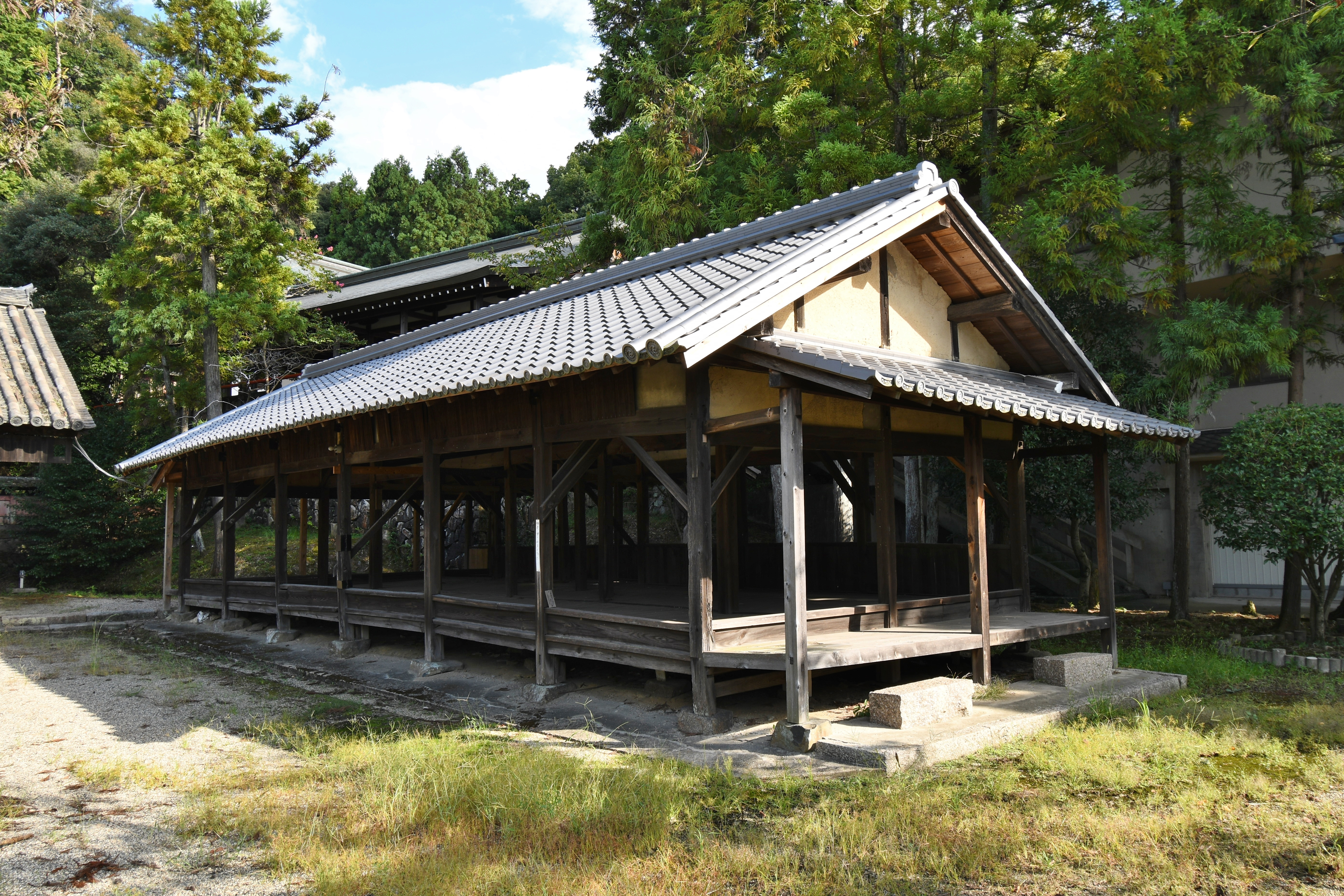
旧南氏子詰所
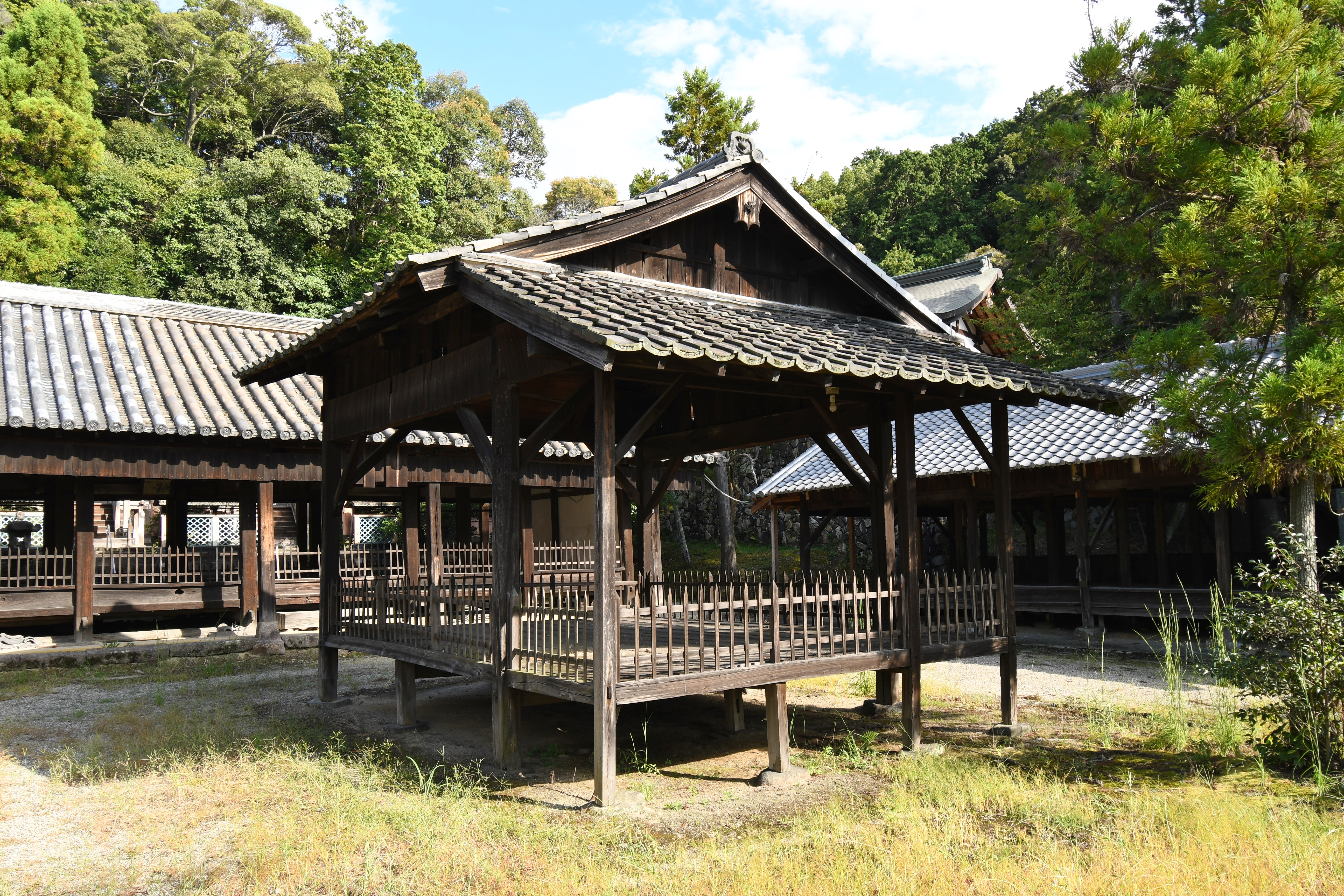
旧舞殿
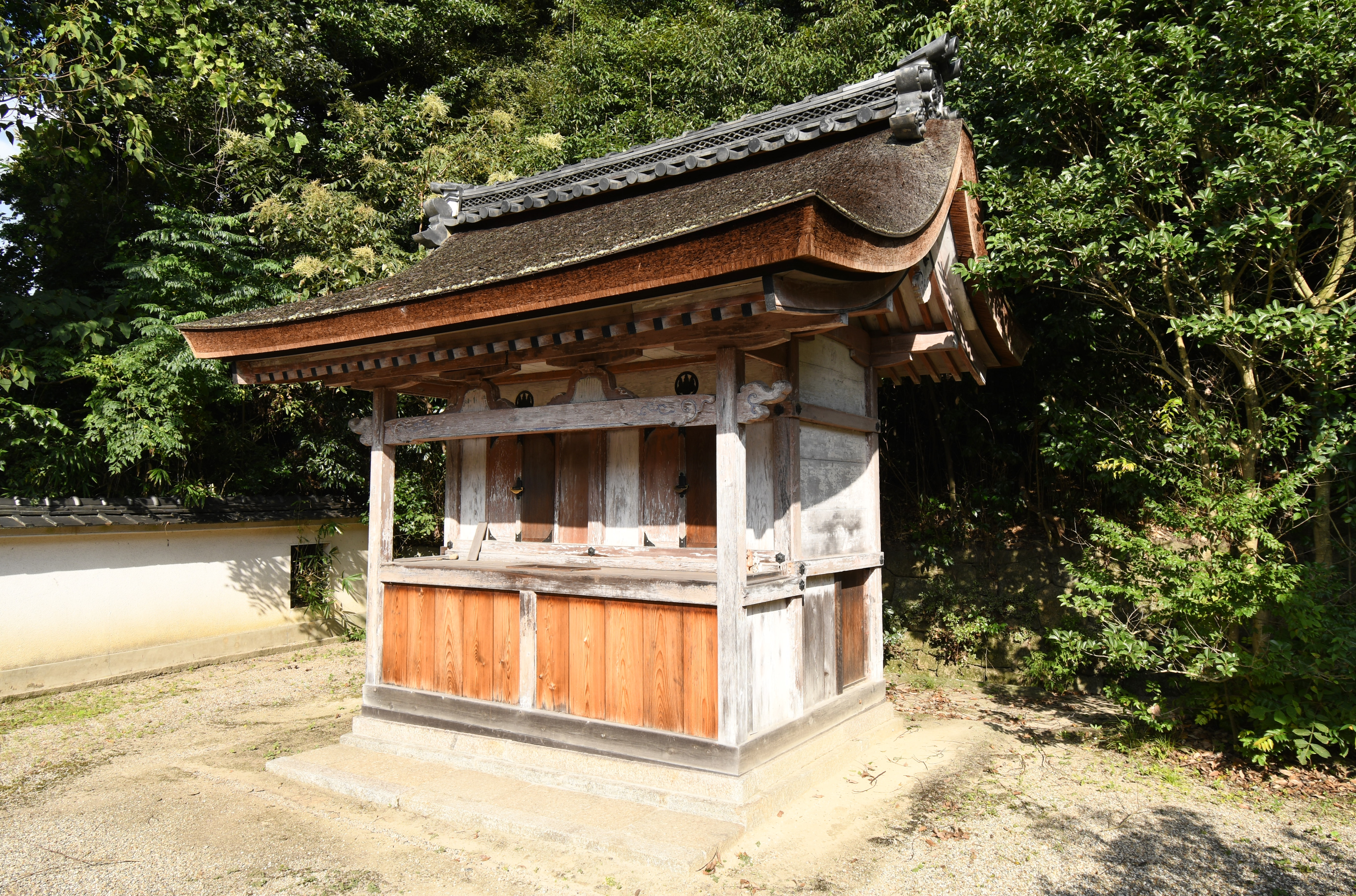
旧境内社

## 文化財

### 京都府登録文化財
- 有形文化財
  - 岡田国神社 6棟（建造物） - 1988年（昭和63年）4月15日登録。
    - 本殿 2棟 - 江戸時代。
    - 拝殿 1棟 - 江戸時代。
    - 舞台 1棟 - 江戸時代。
    - 南・北氏子詰所 2棟 - 明治時代。

  - 岡田国神社文書 76点（附 文書箱1合）（古文書） - 所有者は個人。2024年（令和6年）3月29日指定[1]。

### 京都府暫定登録文化財
- 有形文化財
  - 岡田国神社摂社恵美須神社本殿（建造物） - 2017年（平成29年）9月29日登録。
  - 岡田国神社大般若経 514点（附 経櫃6合）（古文書） - 2023年（令和5年）3月24日登録。

## アクセス
- 木津駅から徒歩約15分
- コミュニティバスで川原田停留所下車、徒歩約8分
- 参道の跨線橋手前に駐車場あり